# Шелли, Эдриэнн
Э́дриэнн Ше́лли (англ. Adrienne Shelly, урождённая Adrienne Levine; род. 24 июня 1966, Куинс, Нью-Йорк — 1 ноября 2006, Манхэттен, Нью-Йорк) — американская актриса, кинорежиссёр и сценарист.

## Биография
Эдриэнн Шелли родилась в семье евреев — выходцев из России. Эдриэнн выросла на Лонг-Айленде и училась в Бостонском университете. Кинодебют актрисы состоялся в фильме «Невероятная истина» и «Доверие» режиссёра Хэла Хартли. В 1990-х она играла в кино, писала сценарии и работала на телевидении. Была замужем за актёром Энди Остроем, в 2003 году у них родилась дочь Софи.

## Убийство
1 ноября 2006 года, около 17:45, 40-летняя Эдриэнн была найдена мёртвой в своём офисе, расположенном на Манхэттэне. Её муж, Энди Острой, обнаружил её повешенной на простыне в ванной комнате. Первой версией причины смерти было самоубийство. На следующий день была проведена судебно-медицинская экспертиза. Представителей правоохранительных органов насторожил тот факт, что на месте трагедии были обнаружены отпечатки обуви, не принадлежащей Эдриэнн. Муж актрисы также опроверг версию о самоубийстве и сообщил, что у его супруги пропали деньги.
6 ноября 2006 года СМИ сообщили, что полиция арестовала 19-летнего строителя Диего Пиллко (Diego Pillco), нелегального эмигранта из Эквадора, который признался в убийстве Эдриэнн Шелли. Диего сообщил, что совершил убийство, когда актриса пожаловалась на шум от строительных работ, которые он производил в помещении, расположенном этажом ниже. Свой поступок обвиняемый объяснил тем, что у него «был плохой день». 14 февраля 2008 года Пиллко был признан виновным. На суде он заявил (в отличие от своей первоначальной версии), что Шелли не жаловалась на шум, а поймала его на краже денег из её кошелька. Когда она попыталась вызвать полицию, он отобрал телефон и зажал ей рот. Шелли упала, он обмотал простыню вокруг её шеи, пытаясь задушить её. В ходе предварительного расследования Пиллко заявлял, что не знал о том, что женщина была жива, когда он пытался повесить её. Однако в суде обвиняемый признал, что попытался имитировать её самоубийство.
6 марта 2008 года убийца был приговорен к 25 годам лишения свободы без права досрочного освобождения.
Муж Шелли и остальные члены семьи покойной сказали, что никогда не простят его. Острой сказал о Диего Пиллко: «…Ты не более, чем хладнокровный убийца…» и выразил надежду, что он «сгниёт в тюрьме».
Острой вспоминает о покойной супруге: 

Эдриэнн была добрым, тёплым, самым любящим и щедрым человеком из всех людей, которых я знал. Она была невероятно умная, весёлая, талантливая, яркая женщина с заразительным смехом и широкой улыбкой. Она излучала внешнюю и внутреннюю красоту… Она была моим лучшим другом и человеком, с которым я собирался встретить старость…
Муж актрисы подал иск против строительной компании Bradford General Contractors, в которой работал Пиллко. Он утверждает, что Шелли была бы жива, если бы компания не наняла Диего Пиллко на работу.

## Фильмография

### Актриса
| Год  |     | Русское название                          | Оригинальное название              | Роль                |
| ---- | --- | ----------------------------------------- | ---------------------------------- | ------------------- |
| 1989 | ф   | Невероятная истина                        | The Unbelievable Truth             | Одри                |
| 1990 | ф   | Доверие                                   | Trust                              | Мария Кафлин        |
| 1990 | ф   | Одинокий в Америке                        | Lonely in America                  | женщина в прачечной |
| 1991 | ф   | Большие девочки не плачут… они дают сдачи | Big Girls Don’t Cry… They Get Even | Стефани             |
| 1992 | ф   | Обними меня, взволнуй, поцелуй            | Hold Me, Thrill Me, Kiss Me        | Дэнни               |
| 1993 | ф   | Околдованный                              | Hexed                              | Глория О’Коннор     |
| 1994 | с   | Убойный отдел                             | Homicide: Life on the Street       | Таня Куинн          |
| 1994 | ф   | Татуировка Терезы                         | Teresa’s Tattoo                    | Тереза / Глория     |
| 1994 | кор | —                                         | Kalamazoo                          | н/д                 |
| 1994 | ф   | Цветок у дороги                           | Roadflower                         | Ред                 |
| 1994 | ф   | Спи со мной                               | Sleep with Me                      | Памела              |
| 1994 | ф   | Постельные незнакомцы                     | Sleeping with Strangers            | Дженни              |
| 1994 | кор | Опера №1                                  | Opera No. 1                        | фея #2              |
| 1996 | ф   | Неожиданный Манхэттен                     | Sudden Manhattan                   | Донна               |
| 1997 | ф   | —                                         | Grind                              | Джейни              |
| 1997 | с   | Завтра наступит сегодня                   | Early Edition                      | Эмма Шоу            |
| 1997 | кор | —                                         | The Regulars                       | н/д                 |
| 1998 | ф   | Рестлинг с аллигаторами                   | Wrestling with Alligators          | Мэри                |
| 1998 | с   | Тюрьма Оз                                 | Oz                                 | Сара                |
| 1999 | ф   | Я возьму тебя туда…                       | I’ll Take You There                | Люси                |
| 2000 | с   | Закон и порядок                           | Law & Order                        | Уэнли Олстон        |
| 2000 | кор | —                                         | The Shadows of Bob and Zelda       | Зельда              |
| 2001 | ф   | Революция № 9                             | Revolution #9                      | Ким Келли           |
| 2001 | ф   | Мёртвая собака                            | Dead Dog                           | миссис Маркет       |
| 2001 | тф  | —                                         | The Atlantis Conspiracy            | Саманта             |
| 2004 | кор | Тигр: Его взлеты и падения                | Tiger: His Fall & Rise             | Терри               |
| 2005 | ф   | Фактотум                                  | Factotum                           | Джерри              |
| 2007 | ф   | Официантка                                | Waitress                           | Дон                 |
| 2007 | кор | —                                         | The Vibrator                       | н/д                 |

### Режиссёр и сценарист
| Год  |     | Русское название      | Оригинальное название        | Роль                 |
| ---- | --- | --------------------- | ---------------------------- | -------------------- |
| 1994 | кор | —                     | Urban Legend                 | режиссёр и сценарист |
| 1996 | ф   | Неожиданный Манхэттен | Sudden Manhattan             | режиссёр и сценарист |
| 1996 | ф   | —                     | Four Tales of Two Cities     | режиссёр и сценарист |
| 1997 | кор | —                     | Lois Lives a Little          | режиссёр и сценарист |
| 1999 | ф   | Я возьму тебя туда…   | I’ll Take You There          | режиссёр и сценарист |
| 2000 | кор | —                     | The Shadows of Bob and Zelda | режиссёр и сценарист |
| 2007 | ф   | Официантка            | Waitress                     | режиссёр и сценарист |
| 2009 | ф   | Это развод!           | Serious Moonlight            | сценарист            |